# Офіцерський корпус охорони здоров'я США
Офіцерський корпус охорони здоров'я США (англ. United States Public Health Service Commissioned Corps, PHSCC) — одна з двох окремих воєнізованих структур, які безпосередньо не входять до складу Збройних сил Сполучених Штатів Америки разом з Національним офіцерським корпусом управління океанографічними та атмосферними проблемами (входить до федерального відомства міністерства торгівлі). Організаційно є структурним підрозділом Громадської служби охорони здоров'я (входить до федерального відомства Міністерства охорони здоров'я і соціальних служб).
До складу корпусу охорони здоров'я входять тільки офіцери медичної служби, які не вважаються комбатантами, попри те, що можуть проходити військову службу разом з військовослужбовцями інших видів збройних сил. Форма одягу для офіцерів корпусу ідентична, як для ВМС США або Берегової охорони, зі спеціальними знаками розрізнення, які дорівнюють відповідним званням у флоті та охороні.

## Військові звання Офіцерського корпусу охорони здоров'я США
|                                    |                    |                                            |                               |
| Помічник міністра охорони здоров'я | Генеральний хірург | Заступник та помічник генерального хірурга | помічник генерального хірурга |
| ADM                                | VADM               | RADM                                       | RADM                          |

| Кєптен   | Командер       | Лейтенант-командер | Лейтенант        | Молодший лейтенант | Енсін             |
| O-6      | O-5            | O-4                | O-3              | O-2                | O-1               |
| -------- | -------------- | ------------------ | ---------------- | ------------------ | ----------------- |
|          |                |                    |                  |                    |                   |
| директор | старший офіцер | повний офіцер      | старший помічник | помічник           | молодший помічник |
| CAPT     | CDR            | LCDR               | LT               | LTJG               | ENS               |